# 艾索倫太陽能館

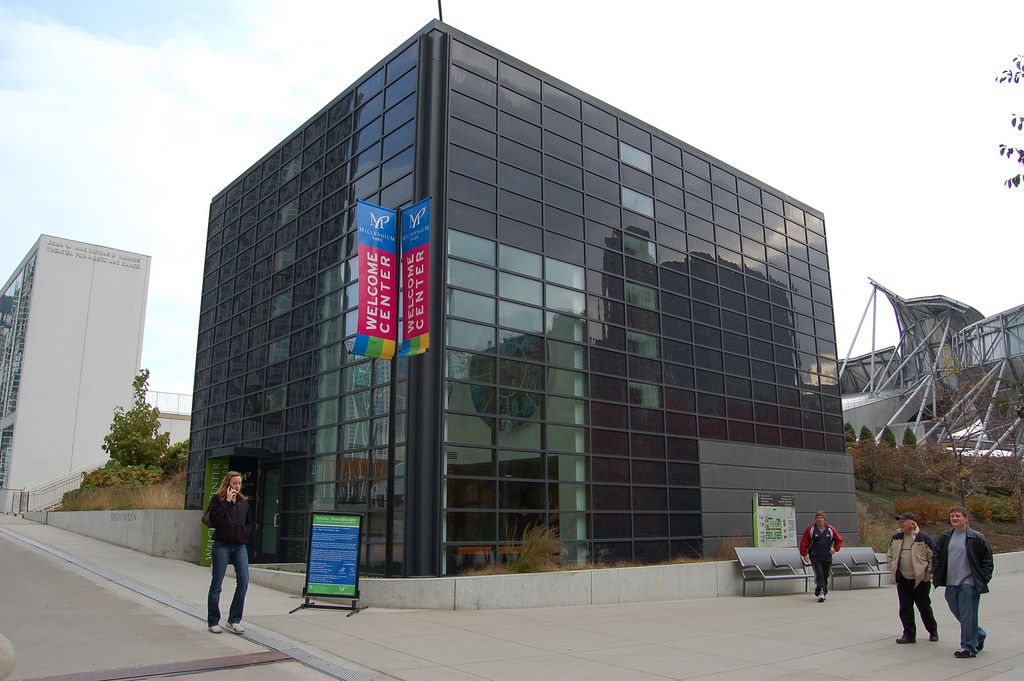

艾索倫太陽能館位於美國伊利诺伊州庫克縣芝加哥市卢普区的千禧公園內，是利用太陽能產生電力的小型建築物，共有東南西北角落四座。展館每年產生 19840千瓦小時kWh（67,697MBTU）的電力，價值約每年$2350美元。
這四座太陽能館的造价为700萬美元。2001年開始企劃設計，2004年1月開始建造，南館於2004年7月竣工並開業，而北館於2004年11月竣工，2005年7月展館正式運轉。除了生產能源，四個中的三個展館提供進入停車場下方的公園，而第四個作為公園的歡迎中心和辦公室。 艾索倫電力公司（Exelon），透過其附屬公司聯邦愛迪生電力公司（Commonwealth Edison）傳輸產生的電力的公司，捐贈了550萬美元各展館。 這四座展館，因為具環保概念且造型前衛，芝加哥論壇報稱讚該建物是「現代主義珠寶」，除此，北館獲得美國綠建築協會LEED領先能源與環境設計銀質獎和美國冷暖空調工程師協會（American Society of Heating, Refrigerating and Air-Conditioning Engineers, ASHRAE）等團體的各種建築獎項。

## 图片地图
西北艾索倫太陽能館 41°53′2.67″N 87°37′20.54″W / 41.8840750°N 87.6223722°W
东北艾索倫太陽能館 41°53′2.72″N 87°37′16.90″W / 41.8840889°N 87.6213611°W
西南艾索倫太陽能館 41°52′51.70″N 87°37′20.10″W / 41.8810278°N 87.6222500°W
东南艾索倫太陽能館 41°52′51.62″N 87°37′17.02″W / 41.8810056°N 87.6213944°W